# Верджин-Айлендс
Національний парк Верджин-Айлендс — національний парк Сполучених Штатів, який зберігає близько 60 % території Сент-Джона, Американські Віргінські острови, а також понад 5,500 акра (2 га; 0 миля2) прилеглого океану та майже весь острів Гассел, недалеко від гавані Шарлотта-Амалія, Сент-Томас.
Парк добре відомий підводним плаванням і снорклінгом, а також має милі пішохідних стежок через тропічні ліси.
Круз-Бей є портом для відвідування парку, а також центром для відвідувачів. Пороми відправляються щогодини з Ред-Гука, Сент-Томас, тричі на день з Шарлотт-Амалі, Сент-Томас і Вест-Енд, Тортола, двічі на день з Йост Ван Дайка і двічі на тиждень із Вірджин-Горда.
Два урагани категорії 5 обрушилися на Віргінські острови у вересні 2017 року, Ірма та Марія. Парк прийняв 112 287 відвідувачів у 2018 році, після того, як у 2017 році він прийняв 304 408 відвідувачів, і в середньому понад 450 000 відвідувачів на рік у попередній десятирічний період з 2007 по 2016 рік. Парк було знову відкрито у грудні 2017 року, а всі дороги, стежки та пляжі оголошено доступними для відвідувачів.

## Паркове призначення
Як зазначено в установчому документі:

## Історія

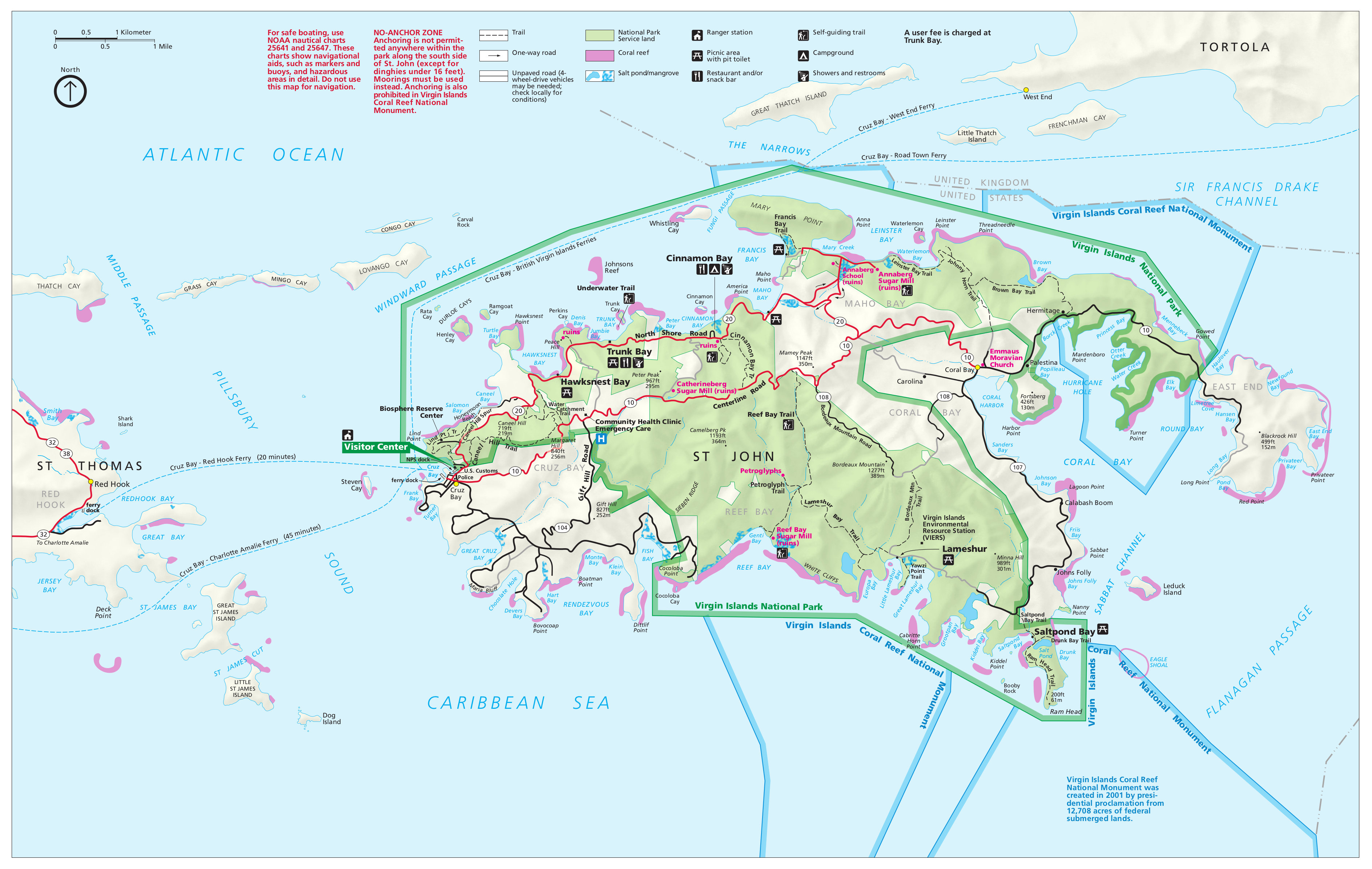
Карта парку (натисніть на карту, щоб збільшити)

У 1956 році заповідник Джексон Хоул Лоранса Рокфеллера пожертвував свої великі землі на острові Службі національних парків за умови, що ці землі повинні бути захищені від майбутньої забудови. Інша частина, Caneel Bay Resort, працює на умовах оренди з NPS, яка володіє основною землею.
Межі Національного парку Віргінських островів охоплюють 75 % території острова, але різні володіння в межах парку (наприклад, затока Пітер, затока Махо) зменшують площу парку до 60 % площі острова.
Велика частина вод острова, коралових рифів і берегової лінії була захищена завдяки включенню до складу національного парку. Цей захист було розширено у 2001 році, коли на Віргінських островах було створено національний пам'ятка коралового рифу.
У 2006 році The Trust for Public Land придбав 415-акрів (167,9 га) Садиби Махо Бей для збереження. Власність включає пляжі, незайманий ліс, а також історичні датські колоніальні артефакти та індіанські артефакти таїно. Траст має намір продати майно Службі національних парків, як тільки будуть доступні федеральні кошти. У 2011 році траст пожертвував 18 акрів на піку Меймі Службі національних парків. У 2012 році Служба національних парків придбала 58 акрів у трасту за 2,25 мільйона доларів, використовуючи гроші федерального Фонду охорони землі та води. У 2013 році ще 72 акра власності Estate Maho Bay було продано Службі національних парків за 2,5 мільйона доларів, що стало найбільшим доповненням до парку.
Урагани Ірма та Марія, обидва урагани категорії 5, вплинули на Віргінські острови у вересні 2017 року. Парк було знову відкрито в грудні 2017 року, а всі дороги, стежки та пляжі оголошено доступними для відвідувачів. Парк прийняв 112 287 відвідувачів у 2018 році, після того, як у 2017 році він прийняв 304 408 відвідувачів, і в середньому понад 450 000 відвідувачів на рік у попередній десятирічний період із 2007 по 2016 рік.

## Пам'ятки

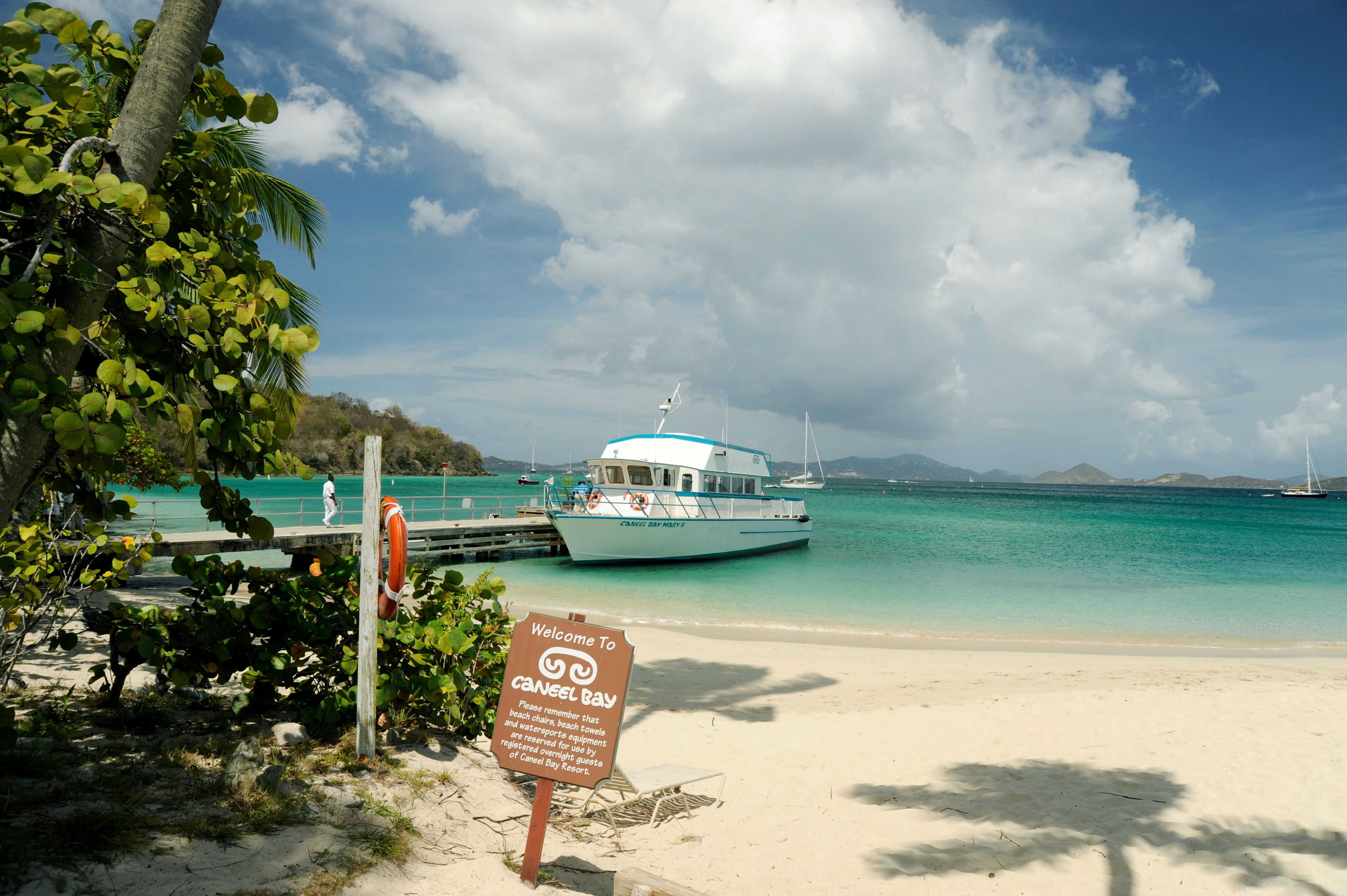
Затока Каніл

Пляжі, коралові рифи, пішохідні стежки та природні об'єкти є головними визначними пам'ятками парку.
Відвідувачі можуть зупинитися в численних курортах, готелях і віллах біля парку на Сент-Джон. Кемпінг Cinnamon Bay розташований усередині парку, як і затока Каніл Resort на північному березі, який лежить на території колишнього особистого маєтку Рокфеллера. Для човнярів доступні нічні та денні причальні кулі.

### Пляжі
Пляжі національного парку Віргінських островів регулярно називають одними з найкращих у світі.

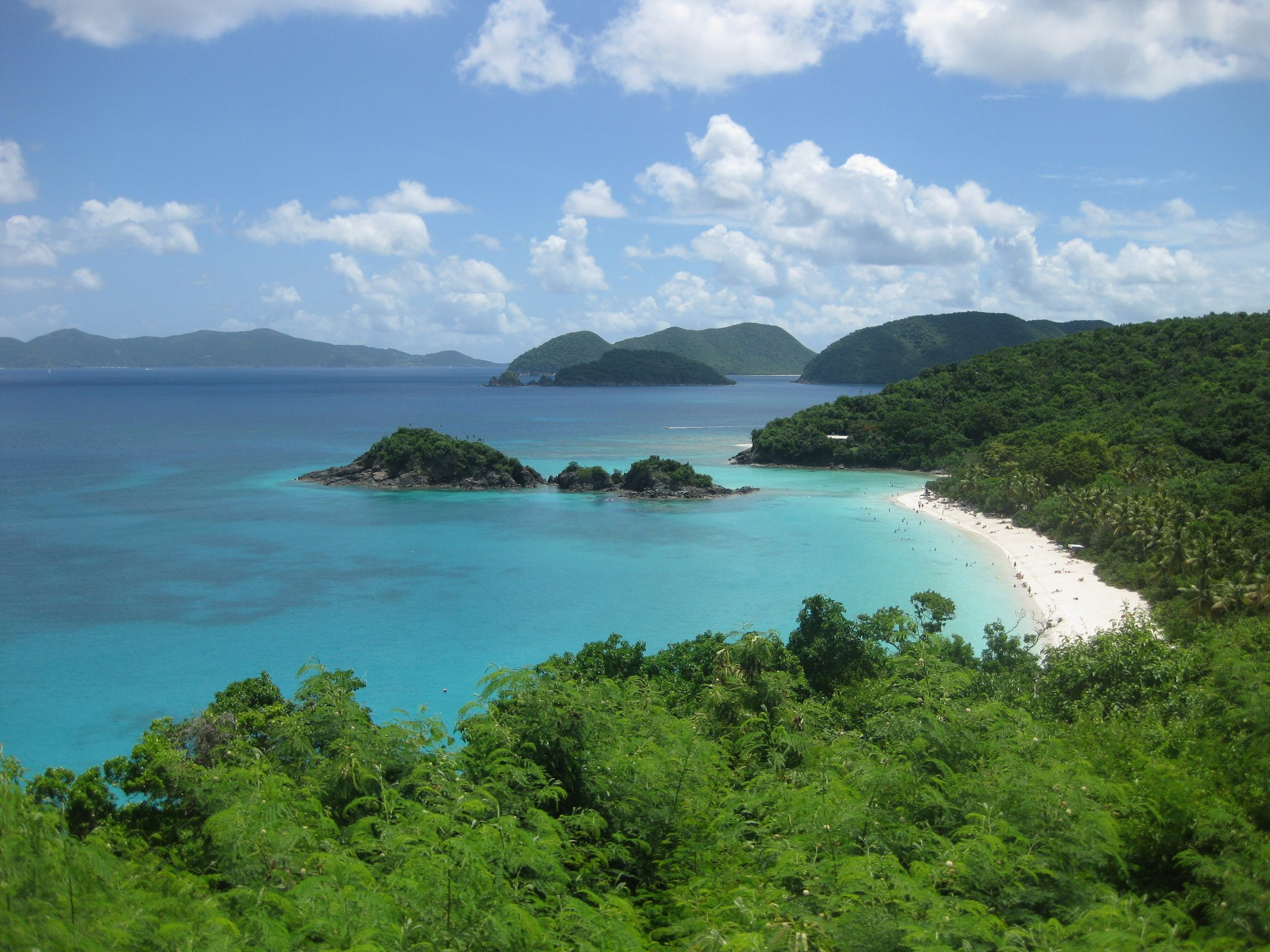
Транк-Бей

Транк-Бей — це водойма та прилеглий пляж на острові Сент-Джон. Транк-Бей має підводну стежку для снорклінгу вздовж коралового рифу. Пляжна зона поділена на дві половини: головний пляж Транк-Бей і зона для плавання, а також бухта Бургесман, яка розташована на західному кінці Транк-Бей поблизу Джамбі-Бей.
Пляж Синнамон-Бей — це довга широка піщана смуга на північному березі Сент-Джона. Пляж популярний серед любителів сонячних ванн, снорклінгу та водних видів спорту. У затоці також розташований кемпінг Cinnamon Bay і пункт прокату водних видів спорту.

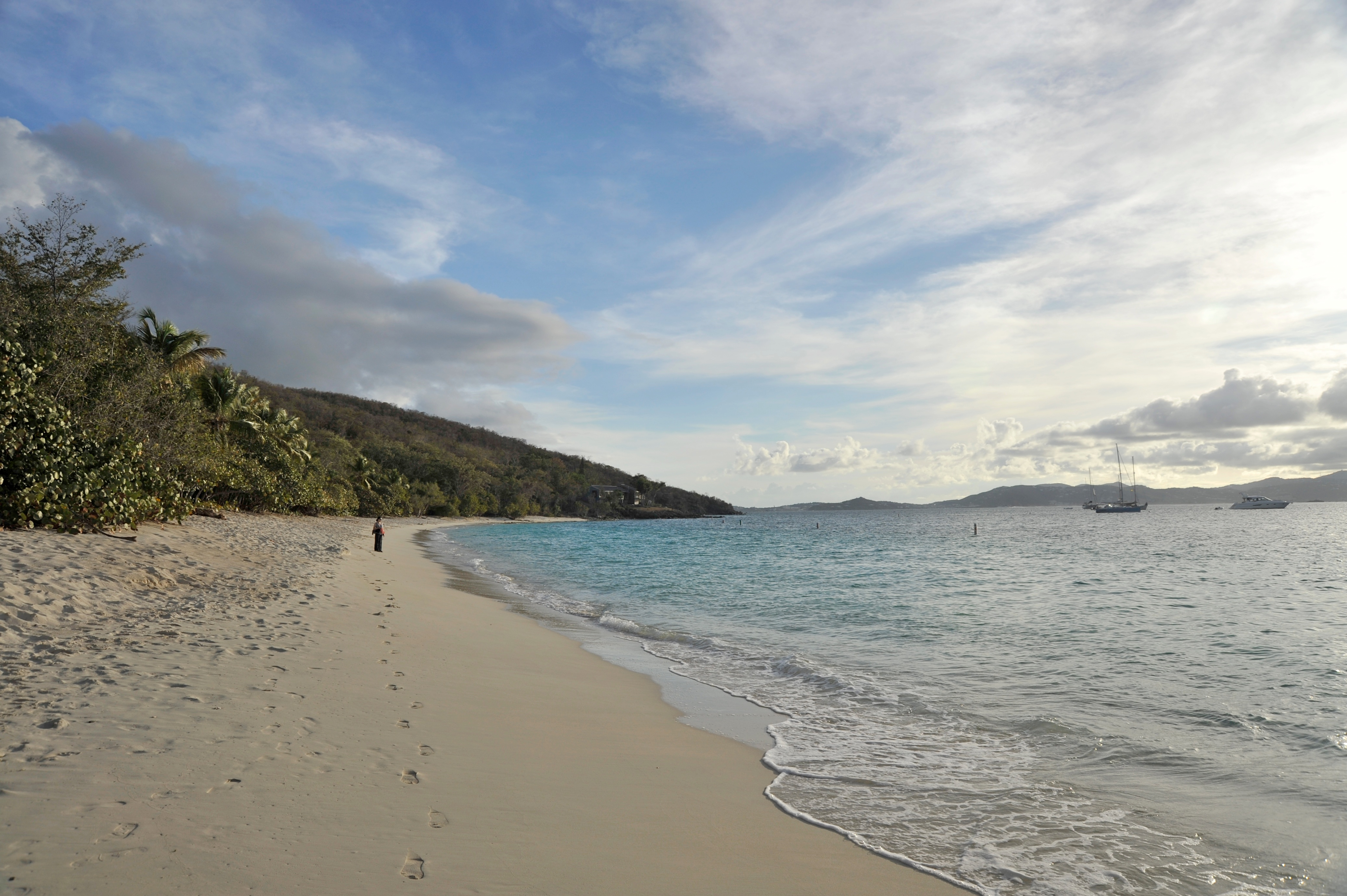
Ганімун-Біч

Пляж Ганімун розташований на північному березі Сент-Джона, і до нього можна дістатися з затоки Крус, пройшовши пішки 1 миля (1,6 км) довгою стежкою Lind Point Trail або від Caneel Bay Resort. На пляжі м'який білий пісок під високими пальмами. Байдарки та обладнання для снорклінгу можна взяти напрокат.
Затока Махо відома своїм м'яким піском і спокійною мілководдям. Морське дно з піском і морською травою робить це гарним місцем для спостереження за морськими черепахами та скатами.
Солт-Понд-Бей, розташований на південному березі Сент-Джона, є захищеною бухтою та пляжем. До пляжу можна дістатися пішки короткою стежкою від шосе 107, приблизно 4 милі (6,4 км) на південь від Коралової затоки. Затока є популярним місцем для підводного плавання з обома сторонами затоки, з морською травою в центрі та глибоким кораловим рифом далеко посередині затоки. Для човнярів доступні нічні та денні причальні кульки. З Солт-Понд-Бей туристи можуть дістатися до Дранк-Бей і Рам Хед Трейл.

### Піші прогулянки
Природна стежка Синнамон-Бей проходить повз руїни цукрових плантацій, а гірська стежка Бордо веде до найвищої точки острова на висоті 1 277 футів (389 м) над рівнем моря.
Маршрут Reef Bay Trail відкриває краєвиди на ліси, залишки цукрових заводів, історичні наскельні зображення петрогліфів таїно, джерельний водоспад і басейн для відображення, а також снорклінг над кораловим рифом у Genti Bay. Похід є напруженим, а поїздка в обидва боки від Сентерлайн-роуд становить понад 6 миль (9,7 км). Пропонується похід у супроводі рейнджерів, зокрема поїздка на човні назад до затоки Круз із затоки Риф.
Гірська стежка Бордо — це крутий і скелястий шлях, що веде від затоки Літтл-Ламешур до найвищої точки острова. Стежка не обслуговується, і хоча на дорозі є кілька краєвидів, з вершини цієї вкритої густим лісом гори немає краєвиду. Стежка набирає майже 1 300 футів (396 м) приблизно через 1 миля (1,6 км).
1 миля (1,6 км) довга стежка Лінд-Пойнт починається в затоці Круз, за центром відвідувачів національного парку Віргінських островів. Стежка веде до Лінд-Пойнта, звідки відкривається вид на гавань Круз-Бей, а потім продовжить рух до пляжу Медового місяця.
Маршрут Caneel Hill Trail починається в Круз-Бей, на північ від Mongoose Junction, і веде крутим схилом до вершини Caneel Hill. На вершині є дерев'яний оглядовий майданчик із краєвидами на Сент-Джон, Сент-Томас, Йост Ван Дайк і багато менших островів. У ясний день мандрівник може побачити Сен-Круа і навіть Пуерто-Рико.
Починаючи з Солт-Понд-Бей, стежка Ram Head Trail проходить приблизно 1 миля (1,6 км) вниз сухим і скелястим півостровом до найпівденнішої точки на острові Сент-Джон.
Навпроти входу в кемпінг Cinnamon Bay Nature Trail проходить 0,5-милі (0,8 км) петля, що петляє через руїни цукрового заводу. Вказівники на стежці пояснюють історію місцевості. Стежка являє собою суміш дощатих доріжок і асфальтованих стежок без крутих пагорбів.

### Історичні місця

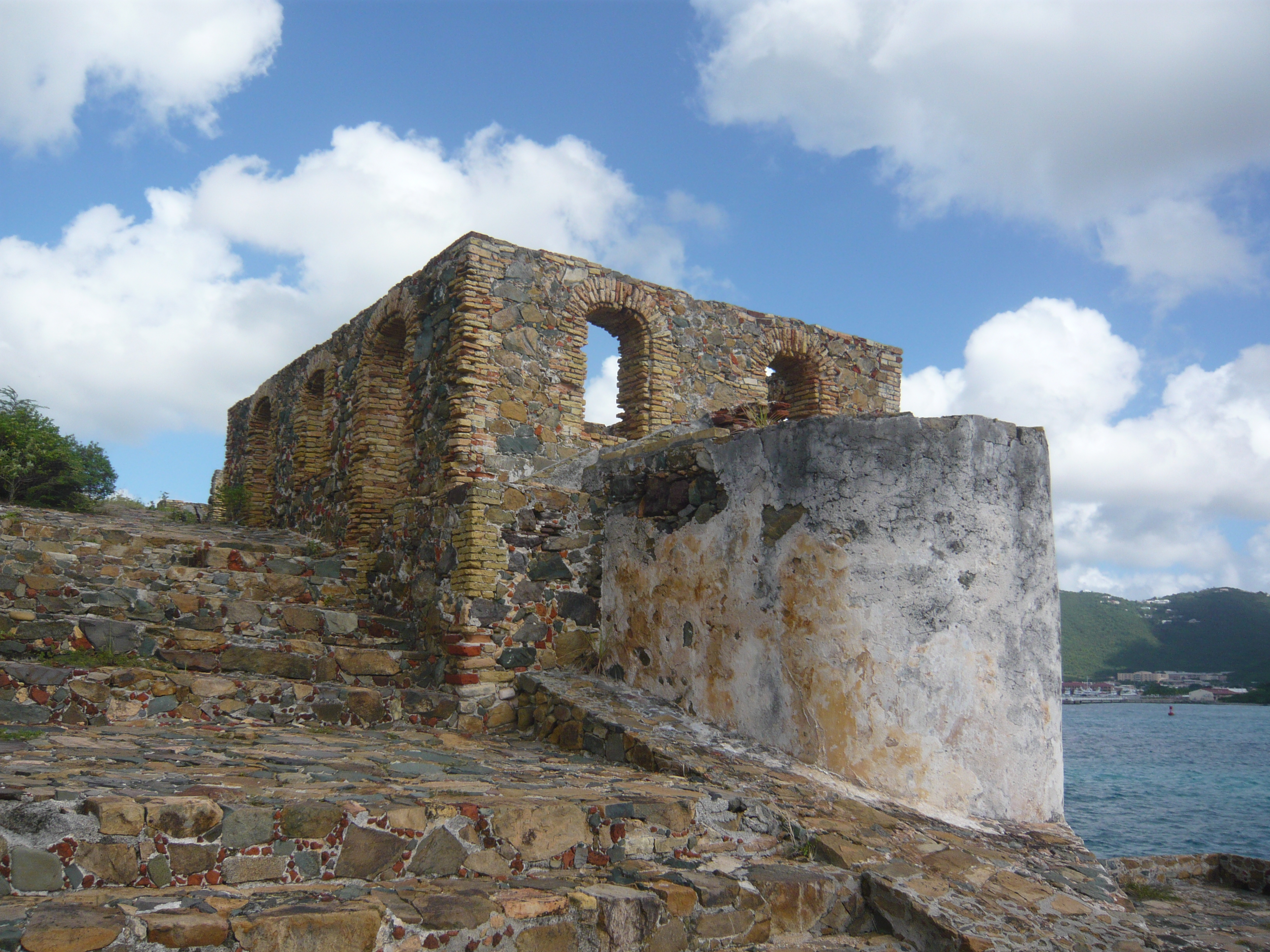
Форт Віллоубі, острів Гассел

Парк захищає десятки історичних руїн колоніальної епохи та епохи плантацій до 1950-х років.
Історичний район Аннаберг охороняє частково відреставровану цукрову фабрику та вітряк, розташовані на схід від Мері-Пойнт. Вивіска національного парку веде відвідувачів крізь руїни та пояснює процес перетворення цукрової тростини на патоку. Волонтери та наглядачі парку часто приїжджають у цей район, щоб відповісти на запитання. У пекарні проводять кулінарні демонстрації та пропонують зразки тупого хліба. Вітряк розташований на мисі Аннаберг, звідки відкривається вид на Тортолу, острів Грейт-Тетч і Нарроуз.
До руїн історичного району цукрової фабрики Ріф-Бей можна дістатися маршрутом Ріф-Бей або Л'Есперанс.
Петрогліфи Reef Bay Trail — це наскельні малюнки таїно, розташовані на скельних басейнах біля водоспаду. До них можна дістатися через 0,25-милі (0,4 км) довга відгалужувальна стежка від Reef Bay Trail. Місце петрогліфів було додано до Національного реєстру історичних місць у 1982 році.
Добре збережені руїни Катеринеберзького цукрового заводу є одними з найбільш легкодоступних місць у парку, включаючи вежу вітряка та кінський млин.

## Географія

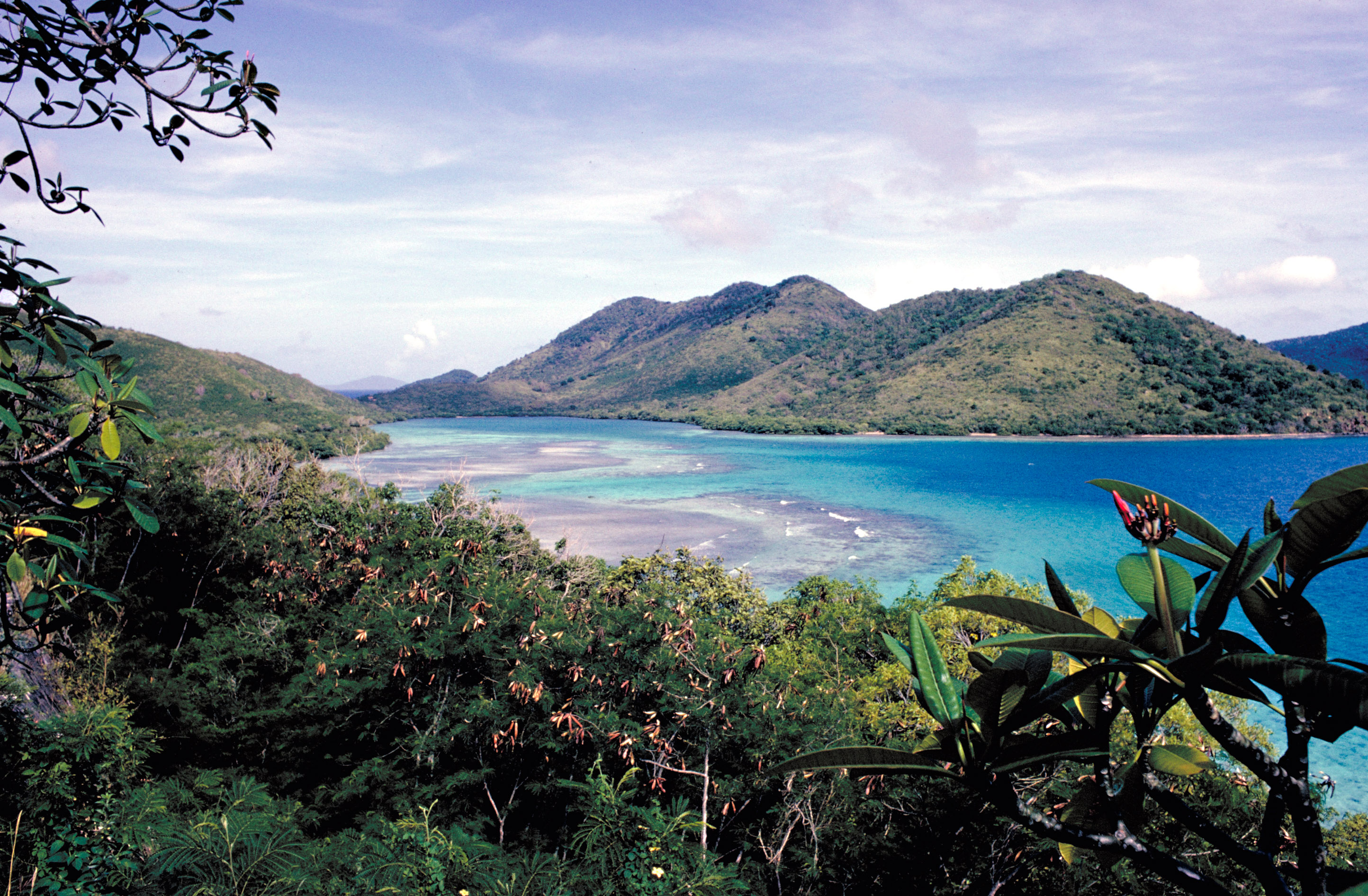
Вид на Мері-Пойнт з Аннаберга

Національний парк Віргінських островів охоплює 14 737 акрів (5 964 га; 23 миля2) суші та океану. Парк охоплює майже 60 відсотків острова Сент-Джон, прилеглий океан і майже весь острів Гассел.
Основні особливості — це коралові рифи, які майже повністю оточують парк, і води океану, тропічні ліси і пляжі.

## Дика природа
У парку мешкають дикі осли, олені, мангусти, свині, кози, птахи, ігуани, сцинки, черепахи, жаби, риби та краби. Кажани — єдиний місцевий ссавець у парку.
BirdLife International визнала парк територією, важливою для птахів (IBA), оскільки в ньому живуть популяції голубів-перепілок, зеленогорлих карибів, антильських чубатих колібрі, бурих пеліканів, карибських еленій, пуерто-риканських мухоловок, перламутрооких та малоантільські снігурці.

## Клімат
Відповідно до системи класифікації клімату Кеппена, Національний парк Віргінських островів має вологий і сухий клімат тропічної савани (Aw). Тропічний клімат класу А має середню температуру 18 °C (64,4 °F) або вище кожного місяця року зі значною річною кількістю опадів. Клімат класу Aw має яскраво виражений сухий сезон, причому в найпосушливішому місяці випадає менше 60 опадів. мм (2,36 в) і менше 1/25 загальної річної кількості опадів.
Середня кількість опадів на рік становить 55 дюймів (1 400 мм). Узимку пасати дмуть зі швидкістю 11 вузлів (13 миля/год; 20 км/год) до 21 вузол (24 миля/год; 39 км/год). Середня температура в парку 79 °F (26 °C).
У парку дуже мало коливань температури між літом і зимою, а море тепле цілий рік. Основний туристичний сезон — з грудня по квітень, які є найбільш сухими місяцями. В інші місяці (тобто в сезон атлантичних ураганів) ціни на проживання значно знижені. Кемпінг і сільське житло доступні в парку з листопада по серпень у кемпінгу Cinnamon Bay. Курорт Caneel Bay пропонує розкішні номери та висококласні ресторани в парку з листопада по липень.

## Геологія

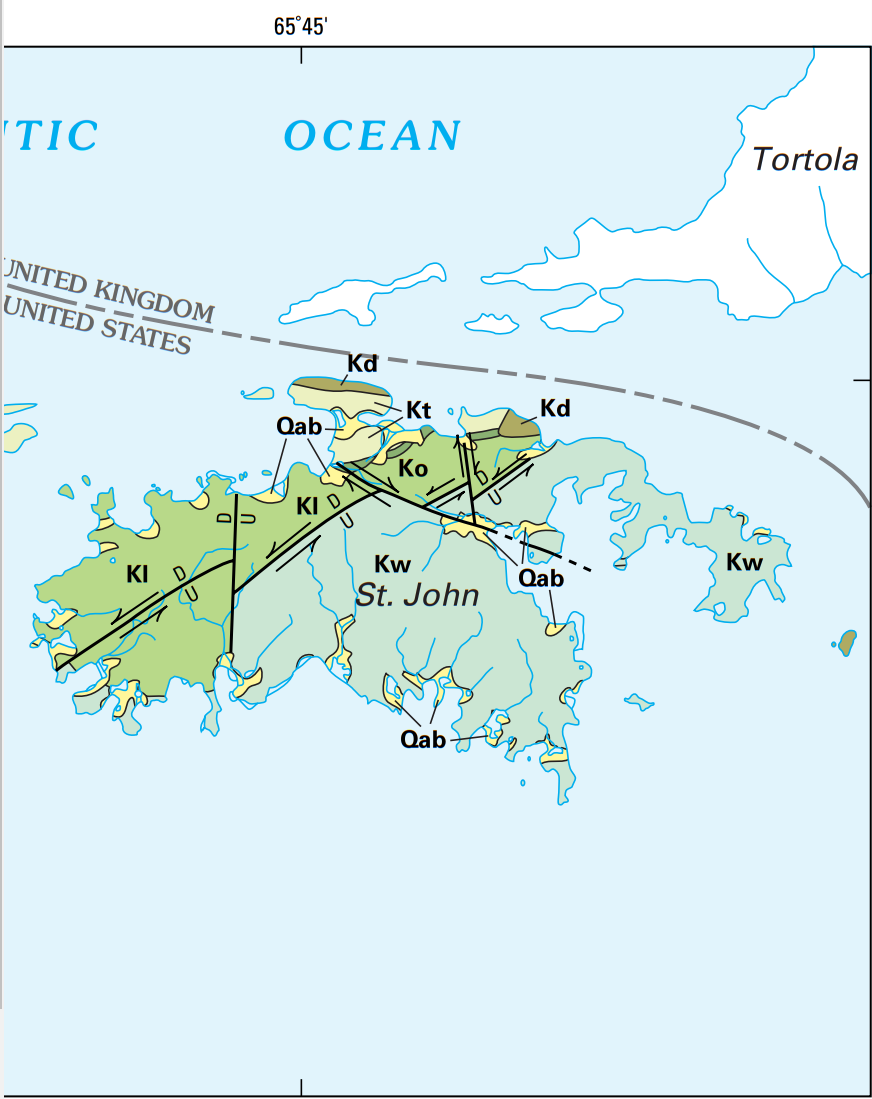
Геологічна карта Сент-Джона

Розташований на східній частині Великих Антильських островів, Сент-Джон перебуває на північно-східній частині Карибської плити. Острів утворився в крейдяний період у результаті виверження формації Вотер-Айленд, що складається з кератофірів і базальтів-подушок. Потім магматична активність змінилася на активність острівної дуги, що характеризується формацією Луїзенхой, що складається з андезиту та базальту. Вулканізм зменшився під час відкладення зовнішнього латунного вапняку. Вулканізм відновився, про що свідчить пізньокрейдяна формація Туту, що складається з вулканокластичних турбідитів, базальту та андезиту. Після цього утворився рій діабазових дайок, а потім компресійне згортання, яке пояснюється зіткненням Карибської плити з Багамською платформою. У пізньому еоцені відбулося вторгнення плутону Нарроуз і батоліту Вірджин-Горда, пов'язане з магматизмом дуги Великих Антильських островів, а також більш компресійне згортання, пов'язане з поширенням Кайманового жолоба. Це поширення також пов'язане з лівостороннім зсувом у 39 млн років тому.